# Septemcapsula yasunagai
Septemcapsula yasunagai is een microscopische parasiet uit de familie Kudoidae. Septemcapsula yasunagai werd in 1984 beschreven door Hsieh & Chen. 